# Клеммер, Фил
Фил Клеммер (англ. Phil Klemmer) — американский сценарист и продюсер, наиболее известный работой над сериалами «Вероника Марс» и «Чак».

## Жизнь и карьера
По словам Клеммера, родители растили его вне влияния любых информационных технологий. включая и телевидение: "…мои родители пытались промыть мне мозги. привить мысль, что телевидение — это зло. В результате в детстве я вообще не знал, что такое телевизор. Я читал книги и это было ужасно. Только когда я начал работать в сфере развлечений, я купил себе телевизор и начал навёрстывать всё, что упустил. В колледже он специализировался на антиковедении, на этот выбор, как Клеммер признался. повлияли фильмы об Индиане Джонсе.

### Ранняя карьера
Свою карьеру Клеммер начал как помощник режиссёра Мишеля Гондри во время съёмок комедии 2001 года «Звериная натура», а также в качестве оператора The Work of Director Michel Gondry, которым также занимался Гондри. В 2005 году он присоединился к съёмочной группе сериала канала UPN «Вероника Марс» в качестве редактора сценариев. Позднее он был назначен исполнительным редактором сценариев и написал сценарии к пятнадцати эпизодам сериала.
В 2007 году он был назначен продюсером и сценаристом нового проекта канала NBC «Чак». Сюжет данного сериала вращается вокруг неудачливого компьютерного гика, который нечаянно загрузил себе в мозг сверхсекретную информацию, в результате чего вынужден работать на правительство. Впоследствии Клеммер был повышен до главного продюсера. а также получил должность одного из исполнительных продюсеров последующих двух сезонов сериала. Также он является автором сценария по крайней мере 14 эпизодов «Чака». Занимая эти должности в съёмочной группе «Чака», Клеммер одновременно был занят в качестве одного из исполнительных продюсеров и сценариста недолговечного сериала «Под прикрытием», созданного Дж. Дж. Абрамсом. Среди его работ можно найти сценарии для двух эпизодов этого проекта.

### 2012—2015
После того, как «Чак» был официально завершён, Клеммер присоединился к команде сценаристов мини-сериала «Политиканы», ставшего его первым совместным проектом с Грегом Берланти; кроме написания сценариев Клеммер также занимал должность продюсера-консультанта. За время выхода «Политиканов» Клеммер стал одним из сценаристов эпизодов «Женские проблемы» и «16 часов». Впоследствии он продолжил регулярно сотрудничать с Берланти. в том числе являясь исполнительным продюсером, шоураннером и сценаристом сериала «Золотой мальчик», транслировавшегося на канале CBS. Затем он участвовал в перезагрузке британского телесериала «Люди будущего», которая стал очередной совместной работой с Берланти, а через год стал исполнительным продюсером и продюсером-консультантом сериала Мэтью Миллера «Вечность». Оба проекта были закрыты после первого сезона.

### «Легенды завтрашнего дня»
В 2015 году Клеммер стал одним из создателей сериала Вселенной Стрелы «Легенды завтрашнего дня», став также исполнительным продюсером и одним из шоураннеров проекта. В центре сюжета находится разношерстная команда героев и злодеев, которая путешествует во времени и предотвращает различные временные аномалии, и в первом сезоне все аномалии в основном связаны с Вандалом Сэвиджем: «Я действительно считаю, что, когда я был маленьким, видел „Битву титанов“… Думаю, причиной того, что я выбрал антиковедение, были фильмы об Индиане Джонсе. И это шоу, где есть Вандал Сэвидж… конфетка, где история переплетена с мистикой, переплетённой со… временем?».